# かざかフィナンシャルグループ
かざかフィナンシャルグループ株式会社（英称：KAZAKA Financial Group Co., Ltd.）は、かつて存在した金融に関する事業を営む会社を傘下とする持株会社（金融持株会社）である。

## 概要
株式会社ライブドア（現・株式会社LDH）が同社のファイナンス事業を分割し、2005年（平成17年）2月1日に株式会社ライブドアフィナンシャルホールディングスとして設立。2006年（平成18年）12月20日にアドバンテッジパートナーズ有限責任事業組合が運営する投資ファンドが出資する受皿会社・株式会社APFHに株式を譲渡し、2007年（平成19年）2月1日にかざかフィナンシャルグループに商号を変更した。
ライブドアグループ時代には、最も採算性の良い部門と言われていた。ネット広告・ポータルサイト関連事業といった他の部門では苦戦が続いていたため、グループにおいて当部門が唯一の収入源とも言えるものであった。
社名の「かざか」は「風上」より由来している。
2013年8月にかざか証券を売却したことで金融持株会社としての機能を失った。その後ウェブサイトが閉鎖され、会社の詳しい状況は不明であったが、すでに清算され完全消滅していることが登記簿で確認されている。

## 沿革
- 2005年2月1日 - 株式会社ライブドアフィナンシャルホールディングス設立。
- 2006年12月20日 - 株式会社ライブドアが、アドバンテッジパートナーズLLP傘下の株式会社APFHに、株式を譲渡。
- 2007年2月1日 - 社名をかざかフィナンシャルグループ株式会社に変更。
- 2013年10月29日 - 資本金を100万円に大幅減資。
- 2014年1月31日 - 解散。
- 2014年10月21日 - 清算結了（法人格消滅）。

## かつて関連会社だった企業
- ビットキャッシュ株式会社
- かざか証券株式会社 - 2013年8月1日に、内藤証券株式会社に譲渡され、グループを離脱。
- かざかコモディティ株式会社- 2008年2月、商品取引受託業務を廃止。
- かざかファイナンス株式会社（ネオラインキャピタル株式会社→クロスシード株式会社、破産手続終結） - 2009年1月7日、グループを離脱。
  - 株式会社SFコーポレーション（旧:三和ファイナンス株式会社）
- かざか債権回収株式会社 - 2008年8月29日に、株式会社イッコー（現在のJトラスト株式会社）に譲渡され、グループを離脱。パルティール債権回収株式会社に社名変更。
- かざかカード株式会社 - 2007年9月25日に解散決議、2008年2月4日に清算結了。